# Zlaté maliny za rok 1997
Zlaté maliny za rok 1997 byly udělovány 22. března 1998 v Hollywood Roosevelt Hotel v Kalifornii k uctění nejhorších filmů roku.
Nejvíce nominací získaly filmy Batman a Robin (11) a Nebezpečná rychlost 2: Zásah (8). Nejvíce cen ale nakonec vyhrál film The Postman - Posel budoucnosti, který zúročil všech svých pět nominací. Scenárista tohoto filmu Brian Helgeland toho roku vyhrál i Oscara za scénář k filmu L. A. - Přísně tajné.

## Nominace
| Kategorie                                              | Nominace (vítěz tučně) |
| ------------------------------------------------------ | --- |
| Nejhorší film                                          | The Postman - Posel budoucnosti - (Warner Bros.) - Kevin Costner / Steve Tisch / Jim Wilson                                                                           |
| Nejhorší film                                          | Anakonda - (Columbia Pictures) - Verna Harrah |
| Nejhorší film                                          | Batman a Robin (Warner Bros.) - Peter MacGrergor-Scott |
| Nejhorší film                                          | Tajný agent Jack T. - (Warner Bros.) - Julius R. Nasso/ Steven Seagal                                                                                                 |
| Nejhorší film                                          | Nebezpečná rychlost 2: Zásah (20th Century Fox) - Jan de Bont / Michael Peyser                                                                                        |
| Nejhorší herec                                         | Kevin Costner - The Postman - Posel budoucnosti jako Gordon Krantz)                                                                                                   |
| Nejhorší herec                                         | Val Kilmer - Svatý, jako Simon Templar |
| Nejhorší herec                                         | Shaquille O'Neal - Supertajná zbraň, jako John Henry Irons / Steel |
| Nejhorší herec                                         | Steven Seagal - Tajný agent Jack T., jako Jack Taggart |
| Nejhorší herec                                         | Jon Voight - Anakonda, jako Paul Sarone |
| Nejhorší herečka                                       | Demi Moore - G. I. Jane |
| Nejhorší herečka                                       | Sandra Bullock - Nebezpečná rychlost 2: Zásah, jako Annie Porter |
| Nejhorší herečka                                       | Fran Drescher - Kosmetička a zvíře, jako Joy Miller |
| Nejhorší herečka                                       | Lauren Holly - Od ucha k uchu a Turbulence, jako Jennifer Robertson a Teri Halloran                                                                                   |
| Nejhorší herečka                                       | Alicia Silverstone - Vyděrači, jako Emily Hope |
| Nejhorší herec ve vedlejší roli                        | Dennis Rodman - Double Team, jako Yaz |
| Nejhorší herec ve vedlejší roli                        | Willem Dafoe - Nebezpečná rychlost 2: Zásah, jako John Geiger |
| Nejhorší herec ve vedlejší roli                        | Chris O'Donnell - Batman a Robin, jako Robin |
| Nejhorší herec ve vedlejší roli                        | Arnold Schwarzenegger - Batman a Robin, jako Victor Fries / Mr. Freeze                                                                                                |
| Nejhorší herec ve vedlejší roli                        | Jon Voight - Atentát a U-Turn, jako Adam Woodward/Grant Casey a slepec                                                                                                |
| Nejhorší herečka ve vedlejší roli                      | Alicia Silverstone - Batman a Robin, jako Batgirl |
| Nejhorší herečka ve vedlejší roli                      | Faye Dunawayová - Albino Alligator, jako Janet Boudreaux |
| Nejhorší herečka ve vedlejší roli                      | Milla Jovovich - Pátý element, jako Leeloo |
| Nejhorší herečka ve vedlejší roli                      | Julia Louis-Dreyfus - Den otců, jako Carrie Lawrence |
| Nejhorší herečka ve vedlejší roli                      | Uma Thurman - Batman a Robin, jako Poison Ivy |
| Nejhorší pár na plátně                                 | Dennis Rodman a Jean-Claude Van Damme - Double Team |
| Nejhorší pár na plátně                                 | Sandra Bullock a Jason Patric - Nebezpečná rychlost 2: Zásah |
| Nejhorší pár na plátně                                 | George Clooney a Chris O'Donnell - Batman a Robin |
| Nejhorší pár na plátně                                 | Steven Seagal a jeho kytara - Tajný agent Jack T. |
| Nejhorší pár na plátně                                 | Jon Voight a animatronická anakonda - Anakonda |
| Nejhorší prequel, remake, rip-off nebo pokračování     | Nebezpečná rychlost 2: Zásah (20th Century Fox) |
| Nejhorší prequel, remake, rip-off nebo pokračování     | Batman a Robin (Warner Bros.) |
| Nejhorší prequel, remake, rip-off nebo pokračování     | Sám doma 3 (20th Century Fox) |
| Nejhorší prequel, remake, rip-off nebo pokračování     | Ztracený svět: Jurský park (Universal) |
| Nejhorší prequel, remake, rip-off nebo pokračování     | Bláznivé manévry (Universal) |
| Nejhorší režie                                         | Kevin Costner za film The Postman - Posel budoucnosti |
| Nejhorší režie                                         | Jan de Bont za film Nebezpečná rychlost 2: Zásah |
| Nejhorší režie                                         | Luis Llosa za film Anakonda |
| Nejhorší režie                                         | Joel Schumacher za film Batman a Robin |
| Nejhorší režie                                         | Oliver Stone za film U Turn |
| Nejhorší scénář                                        | The Postman - Posel budoucnosti, scénář Eric Roth a Brian Helgeland                                                                                                   |
| Nejhorší scénář                                        | Anakonda, napsali Hans Bauer, Jim Cash a Jack Epps, Jr. |
| Nejhorší scénář                                        | Batman a Robin, napsal Akiva Goldsman |
| Nejhorší scénář                                        | Ztracený svět: Jurský park, scénář David Koepp |
| Nejhorší scénář                                        | Nebezpečná rychlost 2: Zásah, scénář Randall McCormick a Jeff Nathanson, námět Jan de Bont a McCormick                                                                |
| Nejhorší nová hvězda                                   | Dennis Rodman - Double Team, jako Yaz |
| Nejhorší nová hvězda                                   | Animatronická anakonda - Anakonda |
| Nejhorší nová hvězda                                   | Tori Spelling - Dům přitakání a Vřískot 2, jako Lesly and Tori Spelling                                                                                               |
| Nejhorší nová hvězda                                   | Howard Stern - Soukromé neřesti, jako jako Howard Stern |
| Nejhorší nová hvězda                                   | Chris Tucker - Pátý element a Řeč peněz, jako Ruby Rhod and Franklin Hatchett                                                                                         |
| Nejhorší filmová píseň                                 | Celý soundtrack k filmu The Postman - Posel budoucnosti, hudba a texty Jeffrey Barr, Glenn Burke, John Coinman, Joe Flood, Blair Forward, Maria Machado a Jono Manson |
| Nejhorší filmová píseň                                 | "The End Is the Beginning Is the End" z filmu Batman a Robin, napsal Billy Corgan                                                                                     |
| Nejhorší filmová píseň                                 | "Fire Down Below" z filmu Tajný agent Jack T., hudba a text Steven Seagal a Mark Collie                                                                               |
| Nejhorší filmová píseň                                 | "How Do I Live" z filmu Con Air, napsala Diane Warren (také nominovaná na Oscara)                                                                                     |
| Nejhorší filmová píseň                                 | "My Dream" z filmu Nebezpečná rychlost 2: Zásah, napsal Orville Burrell, Robert Livingston a Dennis Haliburton                                                        |
| Nejhorší znevážení lidského života a veřejného majetku | Con Air (Touchstone) |
| Nejhorší znevážení lidského života a veřejného majetku | Batman a Robin (Warner Bros.) |
| Nejhorší znevážení lidského života a veřejného majetku | Ztracený svět: Jurský park (Universal) |
| Nejhorší znevážení lidského života a veřejného majetku | Turbulence (Metro-Goldwyn-Mayer) |
| Nejhorší znevážení lidského života a veřejného majetku | Sopka (20th Century Fox) |